# Sarrià-Sant Gervasi
Sarrià-Sant Gervasi este un district din Barcelona.

Ditrictul Sarrià-Sant Gervasi pe harta Barcelonei